# Neuralink
Нейролінк (англ. Neuralink) — американська компанія, яка займається розробкою мозкових імплантатів, які мають стати інтерфейсом для взаємодії між мозком людини та електронним пристроєм. Створена за участі Ілона Маска, компанія розпочала свою діяльність у 2016 році, проте була представлена загалу у березні 2017 року. Головний офіс Neuralink знаходиться у Сан-Франциско.
Майбутніми продуктами Neuralink мають бути нейронні чипи, інтегровані в мозок людини з метою усунення наслідків певних хвороб мозку, розширення пам'яті, лікування паралічу, сліпоти, депресії, хвороби Паркінсона та кращого керування складними системами тощо. Припускається можливість подумки грати у відеоігри, викликати авто Tesla, або завантажувати та відтворювати спогади.
До кінця 2021 року мають розпочатися клінічні випробування на пацієнтах із паралічем усіх кінцівок.

## Історія

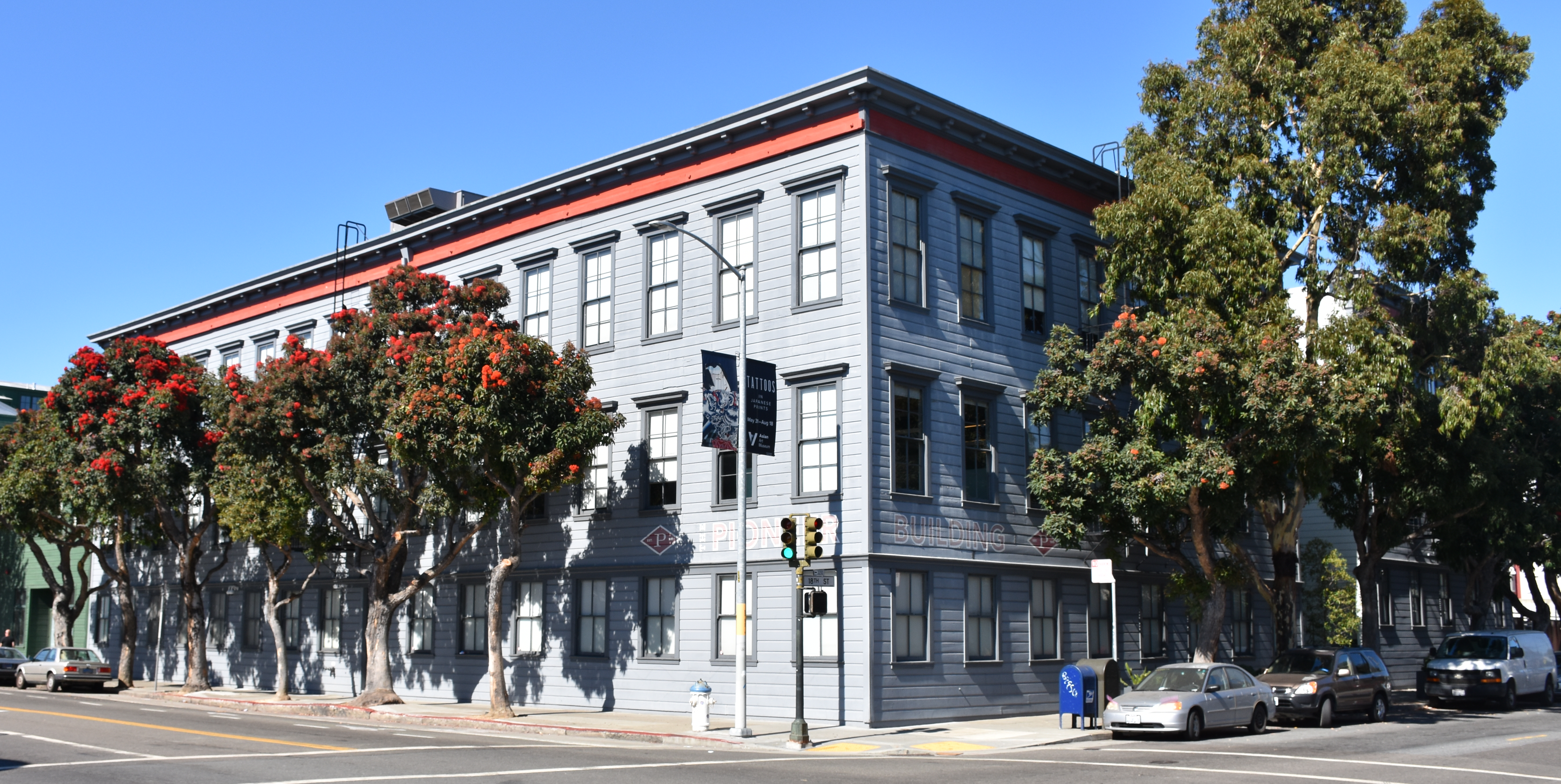
Штаб-квартира Neuralink, Pioneer Building, Сан-Франциско

Торгова марка «Neuralink» була куплена у попереднього власника у січні 2017 року.
До команди стартапу увійшли:
- Пол Меролла — розробник процесорів IBM, учасник проєкту SyNAPSE, присвячений розробці нейроморфічних технологій;
- Ванесса Толозу — експерт зі створення мікроприладів, дослідниця у галузі біоматеріалів;
- Донгджин Сео — розробник «нейронного пилу» (комплекту крихітних ультразвукових датчиків, призначених для запису активності мозку);
- Тім Гарднер — дослідник Бостонського університету, займався розробкою імплантів мозку птиці.

У квітні 2017 року в блозі Тіма Урбана «Wait But Why» вийшла стаття, що на думку Ілона Маска Neuralink в короткостроковій перспективі розроблятиме прилади для лікування серйозних захворювань головного мозку, а кінцевою метою буде вдосконалення людини.
Отримавши від засновників у липні 2019 року $158 млн. ($100 млн із них були від Маска) компанія розширила штат до 90 співробітників.
28 серпня 2020 Маск показав свиню, в мозку якої два місяці знаходився вживлений імплант. Подібні чипи дозволяють фахівцям спостерігати за активністю центрів мозку свиней за допомогою технології бездротового з'єднання, відстежуючи те, чого торкається тварина своїм п'ятачком. Важливим аспектом є декодування та правильна інтерпретація отриманих даних. В мозок іншої свині чип був імплантований, а потім витягнутий звідти без шкоди для тварини.
У квітні 2021 оприлюднили інше відео — з мавпою. Восьмирічному самцю макаки вживили чип і спонукали тварину керувати джойстиком, щоб рухати м'ячик по екрану. При цьому вчені досліджували, які ділянки мозку мають активність. Через шість тижнів джойстик прибрали, а мавпа вже могла керувати рухом м'ячика силою думки.
У грудні 2022 року після скарг працівників компанії та захисників тварин почалося розслідування умов, у яких велася розробка. За 2016—2022 роки під час випробовувань загинуло щонайменше 1500 тварин.

## Технологія
Імплантація електричних дротів і будь-яких інших об'єктів у мозок вимагає великої точності, бо він сприймає сторонні предмети, як загарбників, утворюючи навколо них рубцеву тканину, яка заважає передачі сигналу. Мета Neuralink — зробити пристрій передачі імпульсів безпечним і здатним перебувати у мозку необмежений час. Ця високошвидкісна обчислювальна система має завдавати найменшої шкоди мозковим тканинам серед усіх чинних методів та засобів нейропротезування, наприклад, розроблених компаніями Kernel чи CTRL-labs. Щоб імплантувати мікросхеми в мозок, у компанії сконструювали спеціального робота для проведення нейрохірургічних операції, що допомагає уникнути пошкоджень кровоносних судин.
Розроблено наступні прототипи чипів Neuralink:
- «N1» (2019 рік) розміром 4 мм2 має 1024 гнучких електроди діаметром ~5 мікрометрів (як павутинка), але в майбутньому цю кількість планують збільшити до 10 тисяч (на 2019 рік найкраща система стимуляції мозку пацієнтів із хворобою Паркінсона використовувала лише 10 електродів). Для вживлення чипа у черепі необхідно зробити отвір діаметром 8 мм, потім він зменшиться до 2 мм. Передбачається, що людині імплантуватимуть чотири чипи (три у сомато-сенсорну кору і один у моторну кору). Використовуючи вживлені поруч із нейронами і синапсами електроди, фіксуватимуть активність мозку. Від кожного з них під скальпом до вуха прокладуть дуже тонкі кабелі й приєднають їх до зовнішнього модуля, закріпленого за вухом. У ньому знаходитиметься пристрій Bluetooth і акумулятор. Використовуючи мобільний додаток, паралізовані пацієнти зможуть управляти нейропротезом, або мишею і клавіатурою.[17] Вже проведено близько двох десятків спроб вживити піддослідним щурам імпланти, і у 87 % випадків операції пройшли успішно.
- «Link» v0.9 (2020 рік) має пласку циліндричну форму діаметром 23 мм і висотою 8 мм та 1024 електроди. Збільшення розміру пояснюється об'єднанням в один пристрій безпосередньо чипа та акумуляторної батареї. Її заряду вистачатиме на 12 годин, процес індукційної зарядки має тривати також 12 годин. Спочатку ціна Link буде «досить високою», але з часом вона опуститься до $1 тис.[18]